# Doug Kistler
Douglas C. Kistler, detto Doug (Radnor, 21 marzo 1938 – Charlotte, 29 febbraio 1980), è stato un cestista statunitense, professionista nella NBA.

## Carriera
Dopo la carriera universitaria a Duke, venne selezionato al terzo giro del Draft NBA 1961 dai Detroit Pistons, con la 26ª scelta assoluta. Non messo sotto contratto dai Pistons, firmò con i New York Knicks, con cui disputò 5 partite segnando 8 punti, prima di essere tagliato il 10 dicembre 1961.